# Джулиан Никълсън
Джулиан Никълсън (на английски: Julianne Nicholson) е американска актриса.

## Частична филмография
- 1998 – „Нещо истинско“ (One True Thing)
- 1999 – „Любовното писмо“ (The Love Letter)
- 2000 – „Раздвоение“ (Passion of Mind)
- 2000 – „Тъли“ (Tully)
- 2002 – „Много мъже за Люси“ (I'm with Lucy)
- 2004 – „Черното тефтерче“ (Little Black Book)
- 2004 – „Кинси“ (Kinsey)
- 2006 – „Две седмици“ (Two Weeks)
- 2009 – „Статън Айлънд“ (Staten Island)
- 2012 – „Поддържай светлините“ (Keep the Lights On)
- 2013 – „У дома през август“ (August: Osage County)
- 2015 – „Черна служба“ (Black Mass)

Телевизия
- 1999 – „Бурята на века“ (Storm of the Century)
- 2001 – 2002 – „Али Макбийл“ (Ally McBeal)
- 2006 – 2009 – „Закон и ред: Умисъл за престъпление“ (Law & Order: Criminal Intent)
- 2011 – 2013 – „Престъпна империя“ (Boardwalk Empire)
- 2013 – – „Masters of Sex“